# Zweiblütiges Sandkraut
Das Zweiblütige Sandkraut (Arenaria biflora), auch Zweiblüten-Sandkraut, ist eine Pflanzenart aus der Gattung Sandkräuter (Arenaria) in der Familie der Nelkengewächse (Caryophyllaceae). Sie kommt in den europäischen Gebirgen vor.

## Beschreibung

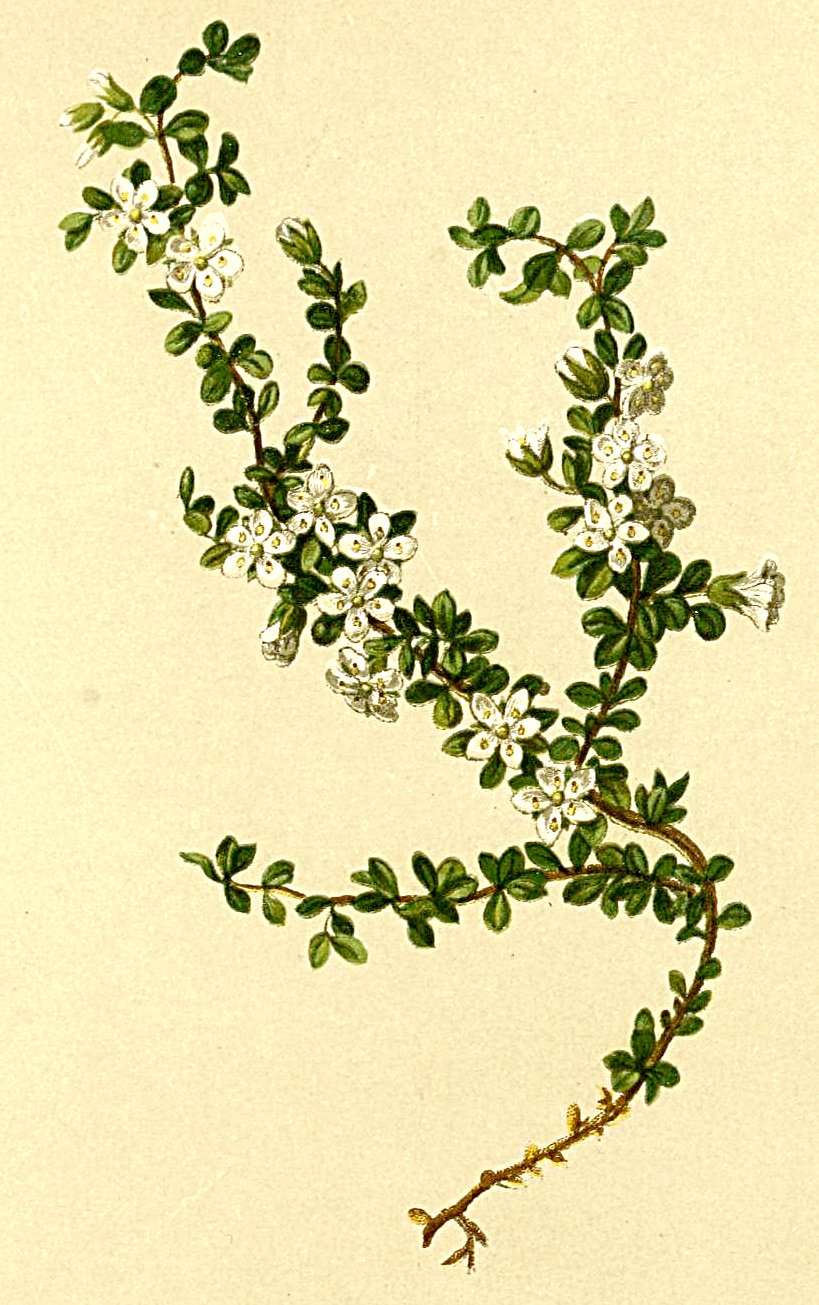
Illustration aus Atlas der Alpenflora

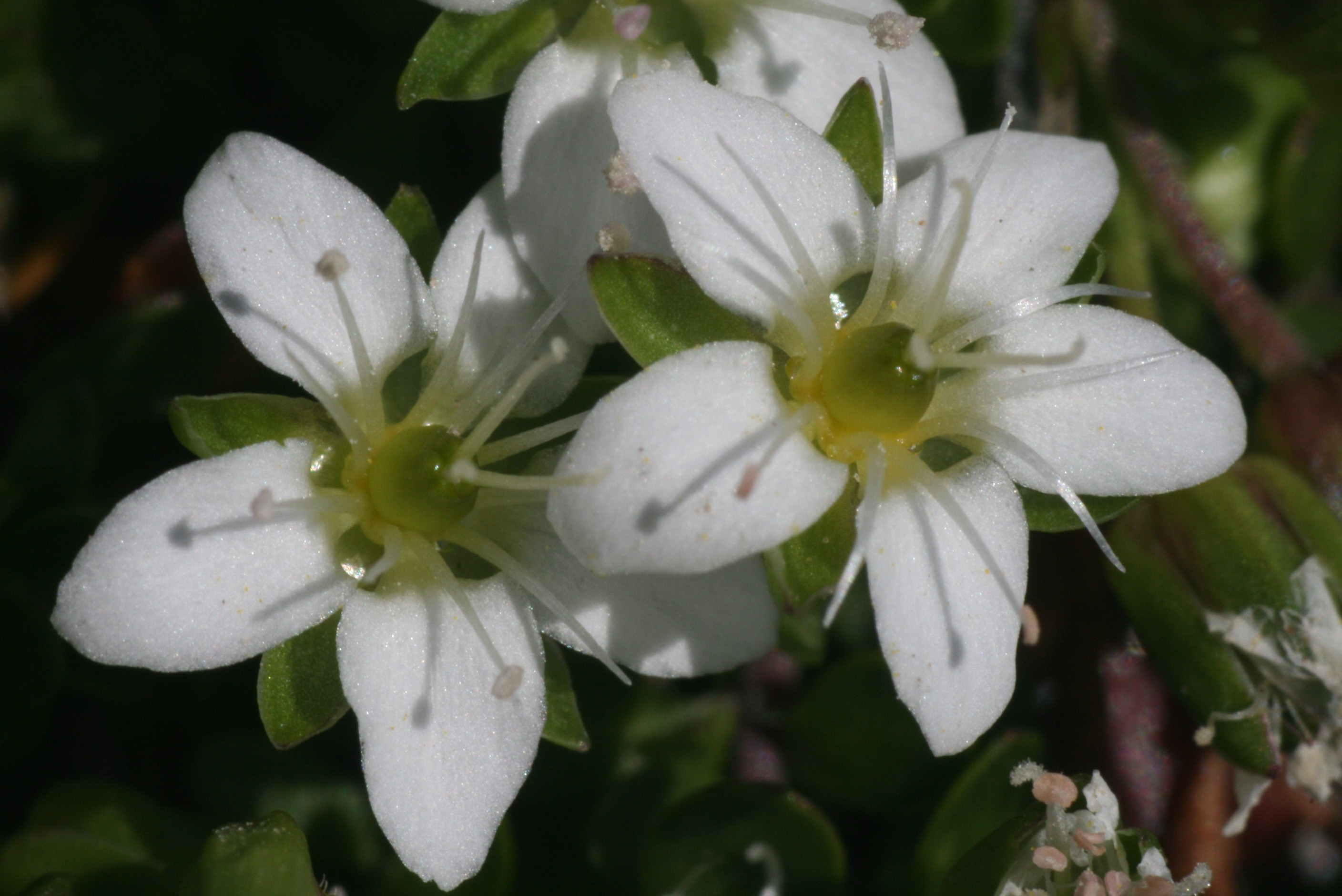
Radiärsymmetrische, fünfzählige Blüten

### Vegetative Merkmale
Das Zweiblütige Sandkraut wächst als rasig ausgebreitete, ausdauernde krautige Pflanze, die Wuchshöhen von 10 bis 30 Zentimetern erreicht. Die kriechenden Stängel sind verzweigt und kurz behaart.
Die gegenständigen Laubblätter sind in Blattstiel und Blattspreite gegliedert. Der kurze Blattstiel ist bewimpert. Die kahle Blattspreite ist mit einer Länge von 2 bis 5 Millimetern ein- bis zweimal so lang wie breit, breit-eiförmig bis rundlich und vorne stumpf. Die Blätter sind etwa halb bis doppelt so lang wie die Stängelglieder.

### Generative Merkmale
Die Blütezeit reicht von Juli bis September. Die Blüten stehen meist einzeln oder zu zweit an seitlichen, bis zu 20 Millimeter langen Blühtrieben. Die zwittrigen Blüten sind radiärsymmetrisch und fünfzählig. Die fünf spitzen Kelchblätter sind ein- bis dreinervig und schmal hautrandig. Die fünf weißen, kahlen Kronblätter sind 4 bis 4,5 Millimeter lang und kaum länger als die Kelchblätter.
Die für die Gattung Arenaria typische Kapselfrucht springt mit sechs kurzen Zähnen auf. Die Samen besitzen keine Anhängsel. Sie sind schwarz, schwach nierenförmig, warzig und 0,7 bis 0,8 Millimeter breit.
Die Chromosomenzahl beträgt 2n = 22.

## Vorkommen
Das Verbreitungsgebiet umfasst die östlichen Pyrenäen, Karpaten, Apennin, Balkan und die Silikatgebiete der Alpen. Die Art hat Vorkommen in Spanien, Frankreich, Deutschland, Schweiz, Österreich, Italien, Serbien, Montenegro, Nordmazedonien, Albanien, Griechenland, Bulgarien und Rumänien.
Das Zweiblütige Sandkraut gedeiht am besten auf feuchten, kalkarmen Böden in Schneetälchen, offenen Rasen, Geröll und Schutt. Das Zweiblütige Sandkraut gedeiht in Höhenlagen von 1700 bis 3200 Metern. Pflanzensoziologisch ist es eine Charakterart der Klasse Salicetea herbaceae.
Die ökologischen Zeigerwerte nach Landolt & al. 2010 sind in der Schweiz: Feuchtezahl F = 4 (sehr feucht), Lichtzahl L = 4 (hell), Reaktionszahl R = 2 (sauer), Temperaturzahl T = 1 (alpin und nival), Nährstoffzahl N = 2 (nährstoffarm), Kontinentalitätszahl K = 1 (ozeanisch).

## Taxonomie
Das Zweiblütige Sandkraut wurde 1767 von Carl von Linné in Mantissa Plantarum Seite 71 als Arenaria biflora erstbeschrieben.